# Cerasma cornuta
Cerasma cornuta là một loài Trichoptera trong họ Sericostomatidae. Chúng phân bố ở miền Cổ bắc.